# The German Early Cinema Database
The German Early Cinema Database ist eine Datenbank über Stummfilme zwischen 1895 und 1926 und deren Rezeption in Deutschland.

## Inhalte
The German Early Cinema Database entstand aus dem Forschungsprojekt Visuelle Gemeinschaften an der Universität Köln, das durch die Deutsche Forschungsgemeinschaft (DFG) gefördert wurde.
Es enthält drei getrennte Datenbanken
- Fairground Cinema Database – Siegener Wanderkino-Datenbank, über Wanderkino in Deutschland und Nachbarländern bis 1926
- Document Collection – Sammlung von über 1.500 Texten aus Büchern, Filmzeitschriften, Tageszeitungen und weiteren Publikationen über Stummfilme bis 1914
- Film Supply and Programme Databases – Angaben zu über 45.000 Stummfilmen aus Deutschland und anderen Ländern bis 1920, mit detaillierten Angaben zu Personen, Herkunftsländern, Aufführungszeiten, einer kurzen Inhaltsangabe, sowie Rezeptionen in Zeitschriften, außerdem Links zu allen beteiligten Personen und Firmen und über 1500 Filmprogramme.

Die Inhalte sind in englischer oder deutscher Sprache geschrieben, die Filmbezeichnungen nach den offiziellen Verleihtiteln in Deutschland. 
The German Early Cinema Database ist die umfangreichste und detaillierteste Datenbank zum Stummfilm bis 1926 weltweit.